# Shut Off the Lights
Shut Off the Lights is een single van de Britse band Bastille. Het nummer verscheen in januari 2022 als vijfde single van het album Give Me the Future.

## Muziekvideo
Een muziekvideo werd uitgebracht op 28 januari 2022. Deze duurt drie minuten en 29 seconden.